# Isigonia
Isigonia es un género de arañas araneomorfas de la familia Anyphaenidae. Se encuentra en América.

## Especies
Según The World Spider Catalog 12.0:
- Isigonia camacan Brescovit, 1991
- Isigonia limbata Simon, 1897
- Isigonia reducta (Chickering, 1940)